# Homalanthus
Homalanthus is een geslacht uit de wolfsmelkfamilie (Euphorbiaceae). De soorten komen voor in tropisch Azië, Australië en op eilanden in de Grote Oceaan.

## Soorten
- Homalanthus acuminatus (Müll.Arg.) Pax
- Homalanthus arfakiensis Hutch.
- Homalanthus caloneurus Airy Shaw
- Homalanthus ebracteatua Guillaumin
- Homalanthus fastuosus (Linden) Fern.-Vill.
- Homalanthus giganteus Zoll. & Moritzi
- Homalanthus grandifolius Ridl.
- Homalanthus longipes Pax & K.Hoffm.
- Homalanthus longistylus K.Schum. & Lauterb.
- Homalanthus macradenius Pax & K.Hoffm.
- Homalanthus nervosus J.J.Sm.
- Homalanthus novoguineensis (Warb.) K.Schum.
- Homalanthus nutans (G.Forst.) Guill.
- Homalanthus polyadenius Pax & K.Hoffm.
- Homalanthus polyandrus (Hook.f. ex Müll.Arg.) G.Nicholson
- Homalanthus populifolius Graham
- Homalanthus populneus (Geiseler) Kuntze
- Homalanthus remotus Esser
- Homalanthus repandus Schltr.
- Homalanthus schlechteri Pax & K.Hoffm.
- Homalanthus stillingifolius F.Muell.
- Homalanthus stokesii F.Br.
- Homalanthus trivalvis Airy Shaw

... · 
Acalypha · 
Adriana · 
Agrostistachys · 
Alchornea · 
Aleurites · 
Anthostema · 
Blachia · 
Chrozophora · 
Cnidosculus · 
Croton · 
Dalechampia · 
Euphorbia (Wolfsmelk) · 
Hevea · 
Hieronyma · 
Hippomane · 
Homalanthus · 
Hura · 
Hylandia · 
Jatropha · 
Mabea · 
Macaranga · 
Mallotus · 
Manihot · 
Mercurialis (Bingelkruid) · 
Plukenetia · 
Ricinus · 
Sebastiania · 
Shirakiopsis · 
Tragia · 
...